# Nukuhifala
Nukuhifala est un îlot de Wallis-et-Futuna, situé dans le lagon de Wallis. Il appartient au village de Mata Utu (district de Hahake).

## Typologie
Le nom Nukuhifala est composé de nuku, un terme présent dans de nombreuses langues polynésiennes signifiant « terre », « île » ou « sol sableux ».

## Histoire

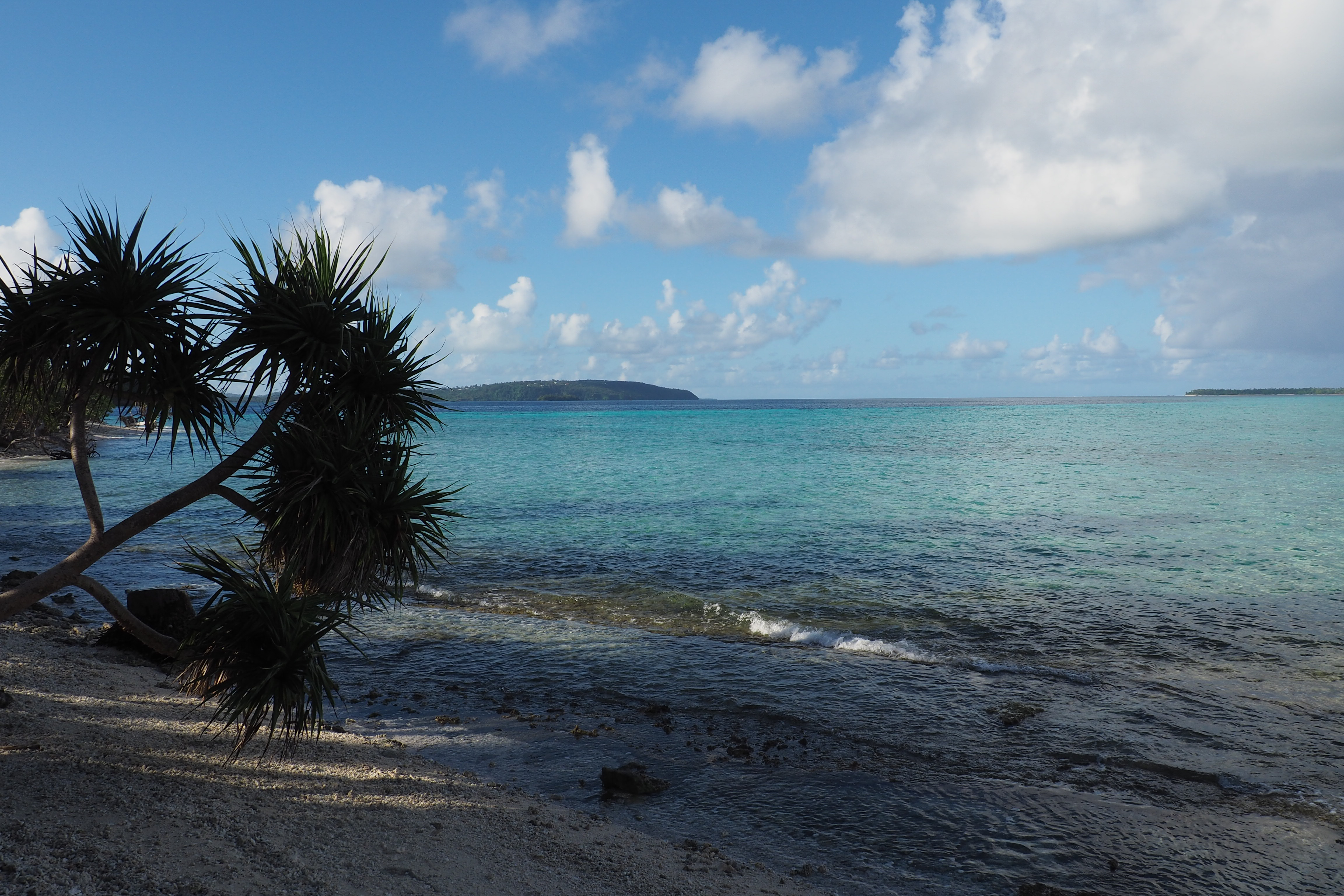
Vue depuis Nukuhifala sur le lagon et sur Wallis.

### Tradition orale
D'après un récit de tradition orale recueilli en 1932 par Edwin Burrows, l'îlot de Nukuhifala a été créé par le dieu Tagaloa : après avoir pêché l'île de Wallis avec son filet, il piétina les montagnes et des blocs de pierre se dispersèrent, formant différents îlots (Nukuhifala, Faioa, Nukufetau, Nukuhione, Nukuta'akimoa).

## Biodiversité
En 2021, une campagne de dératisation est menée par les services territoriaux de l'environnement (STE) pour réduire le nombre de rats sur l'îlot et permettre à la végétation et à la faune de prospérer.